# Climacia tenebra
Climacia tenebra är en insektsart som beskrevs av Parfin och Gurney 1956. Climacia tenebra ingår i släktet Climacia och familjen svampdjurssländor. Inga underarter finns listade i Catalogue of Life.